# Polemaetus bellicosus
L'aquila marziale (Polemaetus bellicosus Daudin, 1800) è un uccello appartenente alla famiglia Accipitridae, diffuso in Africa. Si tratta dell'unico membro del genere Polemaetus (Heine, 1890).

## Descrizione

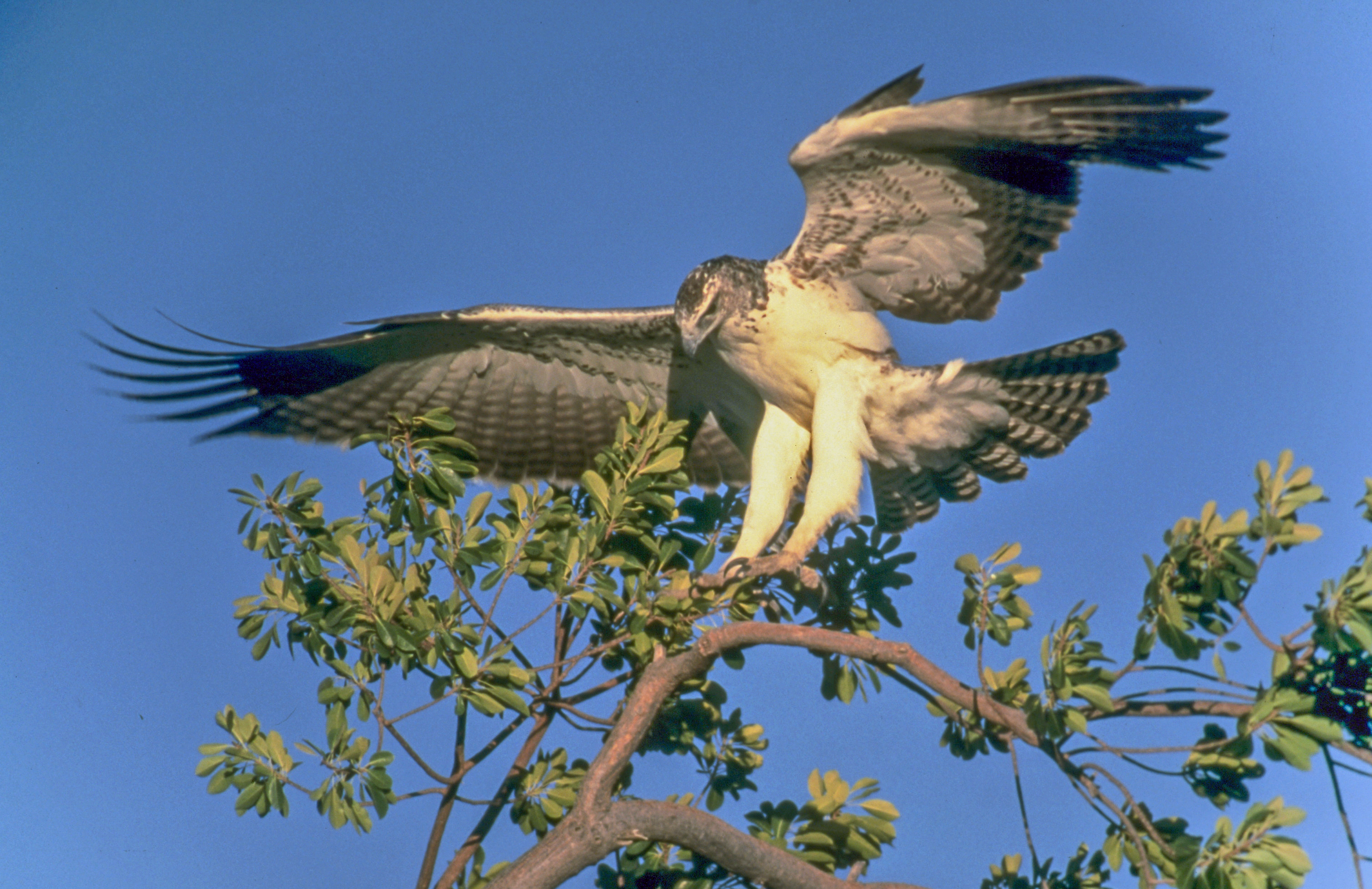

Questa specie possiede notevoli dimensioni: È lunga 76–90 cm, pesa approssimativamente 5.2 kg ed ha una apertura alare di 188–227 cm.
La colorazione del piumaggio è bruna sulla parte dorsale e sulla testa, mentre è bianca sul ventre.

## Distribuzione e habitat
L'aquila marziale è diffusa nell'Africa centrale

## Caccia
Dotata di un'egregia forza e di considerevole ferocia, quest'aquila caccia prevalentemente nelle prime ore del mattino ed in quelle serali e si ciba soprattutto di impala, lepri, antilopi di piccole dimensioni e gallinacei. Da circa quindici anni sono state osservate aquile marziali mentre cacciavano e si cibavano di cuccioli di ghepardo, di leopardo e soprattutto di leone.

## Riproduzione
La femmina depone nel nido, costruito sugli alberi più alti o negli anfratti delle pareti rocciose, due uova bianchissime.